# Parlamento de Curazao
El Parlamento de Curazao (en papiamento: Parlamento di Kòrsou; en neerlandés: Staten van Curaçao) es el poder legislativo unicameral de la isla caribeña y país constituyente neerlandés de Curazao. Se compone de 21 miembros, elegidos para un mandato de cuatro años en una elección general. El primer parlamento del país autónomo de Curazao se instaló el 10 de octubre de 2010, la fecha de la disolución de las Antillas Neerlandesas, y estaba formado por los miembros del antiguo consejo insular elegidos en agosto de 2010. Entre sus principales funciones se encuentran la aprobación de leyes y el nombramiento del primer ministro de Curazao, para cuya designación se necesitan al menos 11 de los 21 miembros del parlamento.

## Composición
El viernes 25 de agosto de 2010 los votantes de curazao escogieron el primer Parlamento de Curazao
| Resumen de las elecciones generales de Curazao de 2010 |                         |        |       |           |     |
| Partidos                                               | Líder del Partido       | Votos  | %     | Diputados | +/- |
| Partido Antiá Restrukturá (PAR)                        | Emily de Jongh-Elhage   | 22.474 | 30    | 8         | +1  |
| Movementu Futuro Korsou (MFK)                          | Gerrit Schotte          | 15.953 | 21    | 5         | +5  |
| Pueblo Soberano (PS)                                   | Helmin Wiels            | 13.886 | 19    | 4         | +3  |
| Movishon Antia Nobo (MAN)                              | Eunice Eisden           | 6.531  | 9     | 2         | -3  |
| Partido Frente Obrero Liberashon 30 Di Mei (FOL)       | Anthony Godett          | 4.813  | 7     | 1         | -1  |
| Partido Nashonal di Pueblo (PNP)                       | Humphrey Davelaar       | 4.588  | 6     | 1         | -1  |
| Democratische Partij (DP)                              | Norberto Vieira Ribeiro | 3.048  | 4     | 0         | –   |
| PAIS                                                   | Alex Rosaria            | 2.202  | 3     | 0         | –   |
| Partido Laboral                                        | Errol Goeloe            | 509    | 1     | 0         | –   |
| Lista Niun Paso Atrás (NPA)                            | Carlos Monk             | 336    | 0     | 0         | –   |
| Total de votos válidos                                 |                         | 74.340 | 100   | 21        |     |
| votos nulos (incluyendo 241 votos en blanco)           |                         | 1.231  | 1,6   |           |     |
| Participación                                          |                         | 75.571 | 65,81 |           |     |
| fuente: Registro Civil de las Antillas neerlandesas    |                         |        |       |           |     |